# Slag bij Kombi
De Slag bij Kombi was een beslissende slag in de oorlog tussen het koninkrijk Ndongo-Matamba, Kongo en Portugal tijdens de Nederlandse periode in de Angolese geschiedenis.

## Achtergrond
Nadat de Nederlandse troepen in 1641 Luanda, de hoofdstad van Portugees Angola, hadden bezet, verwelkomden de naburige koninkrijken Kongo en Ndongo hen. Beide rijken stuurden ambassades en ontvingen beloften van hulp bij het verdrijven van de Portugezen uit de kolonie en Centraal-Afrika. Na de eerste successen van de Nederlanders trokken de Portugezen zich echter terug naar hun posities in het binnenland, eerst naar Bengo, waar ze werden verslagen, en vervolgens naar het Fort Nossa Senhora da Vitória bij Massangano. In 1643, nadat de Nederlanders hadden besloten dat het niet lonend was de oorlog met Portugal voort te zetten, tekenden zij een overeenkomst die effectief de controle over de binnenlandse presidios aan Portugal overliet. Het koninkrijk Ndongo, een langdurige vijand van de Portugese ambities, onder leiding van koningin Njinga, bleef echter doorgaan met de strijd tegen de Portugezen zonder Nederlandse hulp. Na haar nederlaag bij Kavanga in 1646 was de situatie echter zo ernstig dat de Nederlandse commandant besloot om troepen in te zetten ter ondersteuning van haar strijd.

## Veldslag
In 1647 ontmoette een gecombineerde strijdmacht van Kongo, Ndongo en een Nederlands contingent van 400 soldaten, met meer dan 8.000 mannen, de Portugezen en hun Afrikaanse bondgenoten met een veldleger van zo'n 30.000 soldaten, waaronder 600 Portugezen en Luso-Afrikanen, ten noorden van Massangano. De Portugezen en hun bondgenoten werden verslagen door de Nederlanders en hun Afrikaanse bondgenoten, waarbij meer dan 3.000 man van het Portugese leger werd gedood of gewond.

## Gevolgen
Als gevolg van deze overwinning was Njinga in staat om drie van de Portugese presidios in Angola, namelijk Ambaca, Masangano en Muxima, te belegeren. Deze belegeringen waren echter niet succesvol, voornamelijk omdat noch zij noch haar Nederlandse bondgenoten over voldoende artillerie beschikten om een aanval uit te voeren, ondanks het feit dat het aantal Portugezen niet meer dan 300 was. Toen de troepen van Salvador de Sá e Benevides in 1648 arriveerden, was Njinga genoodzaakt de belegering op te geven en zich terug te trekken naar haar hoofdkwartier in Matamba.